# Виадукт на километър 56 по АМ „Хемус“
Виадуктът на километър 56 е пътен мост в Западна България, Софийска област, община Правец, част от автомагистрала „Хемус“ (A2).
Разположен е в землището на град Правец, пресича долината на река Лакавица. Югозападно от моста се намира тунелът „Правешки ханове“, а на североизток продължава с гредова естакада.
Виадуктът има обща дължина 636 m и преминава на 78 m над дъното на долината. Конструкцията му е рамкова със стълбове, образувани от по две вертикални стоманобетонни плочи. Ригелите са кутиеобразни, с височина, която нараства над опорите, и са изградени монолитно от предварително напрегнат стоманобетон. Мостът има 6 отвора с дължини 68, 130, 140, 130, 120 и 68 m. Главният отвор от 140 m е най-големият отвор на стоманобетонен мост в България до завършването на моста „Видин-Калафат“ през 2013 година.
Виадуктът на километър 56 е първият мост в България, изпълнен по технологията за конзолно бетониране. В проектирането му участват норвежката компания ААС Якобсен, която има значителен опит в изграждането на такива съоръжения, българските инженери Димо Кисов и Милчо Решков и други. Изпълнител на строежа е Мостстрой. Строителството започва през 1986 година, но след началото на тежката рецесия в края на 80-те години то е прекратено и мостът е завършен едва през 1999 година.